# Vozes Bugras
O  Vozes Bugras é um grupo musical, formado apenas por vozes femininas 

## Histórico
Vozes Bugras nasceu em 2002 tendo como norte da sua pesquisa de repertorio o resgate de canções, contos, ritos, mitos e lendas que remetem à identidade multifacética brasileira, num delicado trabalho de reinventar o sentido de rituais ancestrais, celebrando a riqueza e a diversidade da raízes culturais nacionais .
A reflexão sobre o sagrado e o feminino no legado cultural brasileiro permeiam o repertório, tendo como referências as manifestações da cultura tradicional e as obras de pesquisadores, compositores e intérpretes que guardam, reinventam e simbolizam a cultura mestiça de nosso país .
Além do canto, violão, viola e percussão, também está presente a percussão corporal, reverberando a experiência que está na origem do grupo na Orquestra Orgânica Performática, criada por Stênio Mendes com a colaboração de Fernando Barba (do Barbatuques) .

## Sobre o nome
Vozes Bugras surgiu de um trocadilho com o Mistério das Vozes Búlgaras, que não se trata de mero acaso, pois a denominação depreciativa, bugre, dada aos indígenas brasileiros pelos colonizadores, provém do termo francês bougre, referente aos “hereges búlgaros”, resistentes à ocupação de seu território em séculos passados, e estendeu-se a todo aquele que fosse considerado rude ou selvagem, em contraposição a uma ideia exclusiva de civilização europeia. Daí nasceu o conceito fundamental da pesquisa de repertório, buscando as manifestações tradicionais que remetem à identidade cultural brasileira .

## Discografia
- 2013 - Vozes Bugras - Independente [2]
- 2014 - Folia - Independente [3]